# Феодотій I Кассітера
Феодотій I Кассітер, латинізоване як Феодот I Кассітер (невідомо , Nacoliad  — січень 821 , Константинополь ) — Вселенський Патріарх Константинопольський з 1 квітня 815 р. по січень 821 р.

## Життєпис
Феодотій народився в Наколеї як син патриція Михайла Меліссена від сестри Євдокії, останньої дружини імператора Костянтина V. Феодотій прив'язався до придворної бюрократії і був довіреною особою імператора Михайла I Рангабе.
На той час, коли Михайло I був скинутий Левом V Вірменином у 813 році, Феодот був літнім спатарокандидатом, якого майже сучасний сценарист Інцерт описує як «лагідного» та «неосвіченого». 14 березня 815 року Лев змусив патріарха Никифора I піти у відставку і призначив на його місце проіконоборця Феодота Меліссена. Пізніше у 815 році новий патріарх очолив церковний собор у Константинополі, який скасував Другий Нікейський собор і відновив заборону на шанування ікон, таким чином розпочавши другий період візантійського іконоборства.  Значна частина іконоборчих зусиль на соборі була керована іншими священнослужителями, включаючи пізніших патріархів Антонія I та Івана VII. Після цього синоду Феодот представляє, як катує голодною смертю більше ніж одного настоятеля ікони, намагаючись змусити їх погодитися з його церковною політикою.
Він перестає згадуватися в джерелах після вбивства Лева V і воцаріння Михаїла II Аморського в грудні 820 року .